# جشنواره بین‌المللی فیلم برگن
جشنواره بین‌المللی فیلم برگن (انگلیسی: Bergen International Film Festival) یا BIFF یک جشنواره فیلم سالیانه است که از سال ۲۰۰۰ در ماه اکتبر در شهر برگن در نروژ برگزار می‌شود. در این سال شهر برگن به عنوان پایتخت فرهنگی اروپا انتخاب شده بود.
این جشنواره بزرگترین رویداد سینمایی نروژ در مقیاس اکران فیلم است. در سال ۲۰۱۹ در سالگرد بیستمین دوره برگزاری جشنواره فیلم برگن ۱۵۰ فیلم به نمایش درآمد و حدود ۶۰ هزار مخاطب در این فستیوال حضور داشتند. مرکز سینمایی مگنوس کاخ این جشنواره و محل اصلی اکران فیلم هااست.

## بخش‌ها و جایزه‌ها
- Cinema Extraordinaire :بخش رقابتی فیلم‌های بلند
- بخش رقابتی فیلم‌های بلند مستند: Documentaire Extraordinaire
- بخش رقابتی بهترین فیلم مستند با موضوع حقوق بشر: Checkpoints
- جایزه جغد طلایی برای بهترین فیلم مستند با موضوع علمی و تحقیقاتی: The Golden Owl
- بخش رقابتی بهترین فیلم مستند نروژی: Norwegian Documentary Program
- بخش رقابتی بهترین فیلم کوتاه نروژی: Norwegian Short Film Competition
- بخش رقابتی بهترین موزیک ویدیوی نروژی: Norwegian Music Video Competition